# Неоспоримый 3
«Неоспоримый 3» (англ. Undisputed III: Redemption) — фильм 2010 года о смешанных единоборствах со Скоттом Эдкинсом в главной роли, снятый Айзеком Флорентайном.
В 2017 году в прокат вышло продолжение — «Неоспоримый 4» (англ. Boyka: Undisputed).

## Сюжет
Действие картины «Неоспоримый 3» разворачивается в российской тюрьме строгого режима «Чёрные холмы», где «мотает» срок известный в прошлом чемпион боёв без правил Юрий Бойка. Он мечтает выйти на свободу, а единственный путь для осуществления его мечты — победа в подпольном турнире, который при пособничестве тюремного начальства устраивает в «Чёрных холмах» организатор боёв по кличке Гага. Юрий, который всю жизнь посвятил изучению единоборств, давно бы уже сразился за путёвку на волю, но травма колена, полученная им в неудачном бою с Чемберсом, не позволяет ему драться в полную силу. После того как Бойке было отказано в досрочном освобождении, он всё же решается, несмотря на больное колено, бросить вызов «ненастоящему» чемпиону тюрьмы Владимиру Зайкову. Гага позволяет ему выйти на ринг и, на его удивление, Бойка легко побеждает Зайкова. Но одержавшего победу Бойку ждёт новое испытание. Его тайно переправляют в Грузию, где в тюрьме «Горгон» должен состояться первый международный чемпионат по боям без правил среди заключённых. Со всего мира в Тбилиси собрались поклонники кровавого спорта, чтобы насладиться зрелищем и сделать ставки на нелегальном тотализаторе. Вместе с обычными зрителями на Кавказ приехали и влиятельные промоутеры-мафиози, каждый из которых привёз на состязание своего спортсмена.
Превозмогая боль, Юрий тренируется и участвует в схватках в надежде стать свободным. Однако устроители состязания — грузинский криминальный авторитет Ризо и его приспешник, начальник тюрьмы «Горгон» Касс — заранее определили победителя: чемпиона «Горгон», колумбийца Рауля Киньонеса по прозвищу Долор. Бойка и другой боец, американец Турбо, с самого начала почувствовали взаимную антипатию, но позже, лучше узнав друг друга и поняв, что с ними ведут нечестную игру, они решили сотрудничать и попытаться вместе противостоять тем, кто хочет их подставить.
Со временем они поняли, что всех бойцов, кроме Долора, накачанного наркомана, просто выматывают. Рауль Киньонес не только освобождён от тяжёлых работ в каменоломне, где вместе с обычными зеками трудятся остальные участники турнира и пользуется другими привилегиями, но и употребляет допинг, позволяющий ему стать выносливее и увеличивающий быстроту реакции. Он получит свободу, а менеджеры состязания получат деньги, поставив их на последнего. Ризо и Касс понимают, что Турбо предоставляет угрозу для следующего боя Долора, и приказывают избить его до полусмерти. Позже в каменоломне Бойка и Турбо узнают от одного заключенного, что проигравшие бойцы исчезают и не возвращаются домой. Тогда Бойка помогает избитому Турбо сбежать, а сам продолжает готовиться к финалу. Во время финального боя Долор ломает Бойке ногу и выбрасывает за пределы ринга, но в этот раз он решает не сдаваться и, содрав со швабры толстую тряпку и обмотав ею травмированное колено, возвращается в бой и побеждает Долора встречным ударом ноги, ломая ему ахиллово сухожилие в отместку. Когда Юрий сидит на лавке и прижимает лед к ноге, к нему приходит Касс и говорит, что по условиям турнира свободу получает только один боец, но так как Турбо не нашли, Юрий автоматически становится проигравшим. Его отвозят за пределы тюрьмы и готовятся застрелить, но появляется Турбо и убивает Касса и его охрану, а потом отводит Бойку к Гаге. Гага отдает ему чемодан, в котором находится большое количество денег — выясняется, что Гага всё это подстроил и специально сказал Бойке, что поставил на Долора, чтобы разозлить его, ведь он прекрасно знал, что разозленный Бойка может даже при травме победить в бою. Эти деньги — доля Бойки и теперь он свободен. Машина останавливается и Юрий с Турбо прощаются, на прощании выясняется, что настоящее имя Турбо — Джерико. Юрий видит рядом город и, смеясь, хромая, вприпрыжку идет в город.

## В ролях
| Актёр                 | Роль                          |
| --------------------- | ----------------------------- |
| Скотт Эдкинс          | Юрий Бойка                    |
| Майкл Шеннон Дженкинс | Джерико «Турбо» Джонс         |
| Марк Иванир           | Гага                          |
| Христо Шопов          | начальник Касс                |
| Марко Сарор           | Рауль «Долор» Киньонес        |
| Роберт Костанцо       | Фарнатти                      |
| Вернон Добчефф        | Ризо                          |
| Валентин Ганев        | Марков                        |
| Илрам Чои             | Дэ Лон, северо-корейский боец |
| Латиф Кроудер         | Андраго Силва                 |

## Награды
На фестивале ActionFest в 2011 году фильм получил 2 премии: за лучшую режиссуру и за лучшую постановку боёв